# Past (film, 1950)
Past je československé černobílé filmové drama režiséra Martina Friče z roku 1950, které trvá 94 minut.

## Obsazení
| Vlasta Chramostová          | učitelka klavíru a odbojářka Růžena Kubínová alias Marie Kopalová |
| Majka Tomášová              | konfidentka Herta Lenz alias Anča Nováková                        |
| Miloslav Holub              | gestapák kriminální rada Anton Dönnert                            |
| Vladimír Ráž                | železničář Ferda Antoš alias Vachek                               |
| Otomar Krejča               | železničář Bor                                                    |
| Karel Peyr                  | velitel gestapa vrchní kriminální rada Cortus                     |
| Jaroslav Mareš              | gestapák Hans                                                     |
| Věra Kalendová              | dozorkyně Kraftová                                                |
| Milka Balek-Brodská         | dozorkyně                                                         |
| Terezie Brzková             | vězeňkyně Karlička                                                |
| Vladimír Hlavatý            | odbojář Taraba                                                    |
| Bedřich Bozděch             | bankovní úředník Diviš                                            |
| Ella Nollová                | spojka Božena Dokoupilová                                         |
| Jiří Kostka                 | železničář Václav Lát                                             |
| Marie Ježková               | Látova žena                                                       |
| Mirko Čech                  | železničář Holeček                                                |
| Jindřich Doležal            | Mencl                                                             |
| František Miroslav Doubrava | údržbář Antonín Beran                                             |
| Bohuš Hradil                | hostinský Berka                                                   |
| Ferdinand Jarkovský         | železničář Zelenka                                                |
| Jarmil Škrdlant             | údržbář Jaroslav Kafka                                            |
| Magda Kopřivová             | Kafkova matka                                                     |
| Antonín Jirsa               | strojvůdce                                                        |
| Dagmar Hyková               | Vlasta, dcera Látových                                            |
| Josef Kozák                 | domácí Jožka Pánek                                                |
| Marie Nademlejnská          | Pánkova žena                                                      |
| Emil Bolek                  | odbojář Franta                                                    |
| Jan S. Kolár                | tajný                                                             |
| Ivo Niederle                | návštěva ve vězení                                                |
| Štefan Bulejko              | nádražní velitel Karl Dempke                                      |
| Jaroslav Štercl             | ustrašený člen SS                                                 |
| Miloslav Jenčík             | poslíček v kavárně                                                |
| Jindra Hermanová            | žena žádající o propustku                                         |
| František Marek             | závodní stráž v Pardubicích                                       |
| Stanislav Jareš             |                                                                   |

## Tvůrci a štáb
- Režie: Martin Frič
- Předloha: Karel Josef Beneš (stejnojmenná novela)
- Scénář: Miloslav Drtílek, Václav Gajer
- Kamera: Václav Hanuš
- Vedoucí výroby filmu: Ladislav Terš
- Vedoucí výrobního štábu: Gustav Rohan
- Hudba: Dalibor C. Vačkář
- Nahrál: Filmový symfonický orchestr (řídil Milivoj Uzelac)
- Architekt: Miroslav Hrachovec
- Zvuk: Josef Zora
- Střih: Jan Kohout
- Kostýmy: František Zapletal, Ida Šmídková
- Masky: Josef Mann, Anežka Kunová
- Výprava: Jan Janda, František Straka
- Pomocná režie: Václav Berdych
- Skript: Eliška Šindelářová

## Produkční a technické údaje
- Premiéra: 17. listopad 1950 (kina Blaník a Lucerna)
- Výroba: Československý státní film
- Výrobní skupina: VII. tvůrčí kolektiv Vladimíra Kabelíka
- Copyright: 1950
- Barva: černobílý
- Jazyk: čeština
- Formát zvuku: mono
- Délka: cca 94 minut
- Formát obrazu: 1:1,37
- Ateliéry: Barrandov
- Exteriéry:
  - Praha - hlavní nádraží
  - Praha - Nové Město – ulice Politických vězňů, Petschkův palác – i interiér
  - Praha - Nové Město – Václavské náměstí – hotel Evropa

## Ocenění
- za umělecké zvládnutí hlavní role 1950 Národní cena

## Zajímavosti
- Od své premiéry v listopadu 1950 až do 31.12.1987 vidělo film v českých kinech v rámci 13 236 představení celkem 2 447 060 diváků.[1]